# 剪股颖
剪股颖（学名：Agrostis matsumurae），为禾本科剪股颖属下的一个植物种。约定25种，一年生或多年生，分布世界温暖和寒冷地区以及热带、亚热带高海拔地区。美国至少有40种，有些是杂草，有此作草料或草皮植物。该属植物茎细，叶扁平，小穗花序，花稀疏或密集。大剪股颖高1-1.5米；殖民时期引入北美，用作干草和牧场禾草；靠地下茎蔓延，花淡红色。